# AI駆動開発
AI駆動開発（エーアイくどうかいはつ、英: AI-driven development、AIDD）とは、ソフトウェア開発プロセスにおいて、人工知能（AI）、特に機械学習（ML）や大規模言語モデル（LLM）を活用し、コード生成、テスト自動化、要件分析などのタスクを支援・自動化するアプローチである。ソフトウェア工学におけるAIの応用形態の一つであり、「AI支援開発（AI-assisted development）」や「AIペアプログラミング」などとも呼ばれる。

## 概要
AI駆動開発は、ソフトウェア開発ライフサイクル（SDLC）全体、すなわち要求工学、設計、実装（コーディング）、テスト、デプロイ、保守の各段階にAI技術を統合することを目指す。主な目的は、反復的なタスクの自動化による生産性の向上、コード品質の改善、市場投入までの時間の短縮である。
特に2020年代に入り、Transformerベースの大規模言語モデル（LLM）が登場したことで、AIがソースコードを理解し、人間のような自然言語による指示に基づいてコードを生成・修正する能力が飛躍的に向上した。GitHub CopilotやChatGPTといったツールの普及により、AIが開発者の「ペアプログラマ」やアシスタントとして機能するパラダイムが現実のものとなり、開発者の役割やスキルセットにも変化をもたらしつつある。

## 歴史
ソフトウェア開発の自動化や支援は古くから試みられてきた。CASEツールや第四世代言語などが登場したが、その能力は限定的であった。統合開発環境（IDE）におけるコード補完（例：IntelliSense）や静的コード解析も進化したが、これらは主にルールベースや統計的手法に基づいていた。
機械学習を応用した開発支援は2010年代後半から本格化した。マイクロソフト研究所とケンブリッジ大学によるDeepCoder（2017年）や、ライス大学のBayou（2018年）などが、深層学習を用いたコード生成の可能性を示した。マイクロソフトはVisual StudioにIntelliCode（2018年）を搭載し、AIによるコード補完を提供開始した。また、KiteやTabnineのようなスタートアップもAIコード補完ツールを提供したが、当時の技術的限界もあり、Kiteは2022年にサービスを終了した。
大きな転換点は、OpenAIが開発した大規模言語モデルCodex（2021年）と、それを搭載したGitHub Copilot（2021年技術プレビュー、2022年正式リリース）の登場である。CodexはGitHub上の膨大な公開コードで訓練されており、多様なプログラミング言語に対応したコード生成・補完を実現した。Copilotは「AIペアプログラマ」として広く注目を集め、AI駆動開発の実用化を印象づけた。
AmazonもAmazon CodeWhisperer（2022年プレビュー、2023年一般提供）を、GoogleはBard（現Gemini）やVertex AI Codeyモデルを発表し、大手クラウドベンダーもこの分野に本格参入した。研究面では、Google DeepMindのAlphaCode（2022年）が競技プログラミングで人間の中級レベルに匹敵する性能を示し、AIによる問題解決能力の高まりを示した。
2023年以降は、ChatGPTの普及もあり、多様なAI駆動開発ツールが登場した。MetaのCode LlamaやBigCodeプロジェクトのStarCoderのようなオープンソースモデルも公開され、エコシステムが拡大している。自律的にタスクを実行するAIエージェントの研究開発も進んでいる。

## 主要技術
AI駆動開発は、以下のAI技術を基盤としている。
- 機械学習（Machine Learning, ML）: データからパターンを学習し、予測や分類を行う。コード補完、バグ予測、テストケース生成などに利用される[1]。
- 自然言語処理（Natural Language Processing, NLP）: 人間の言語をコンピュータが理解・生成する技術。自然言語による指示（プロンプト）の解釈、ドキュメント生成、コードコメントからのコード生成などに不可欠である[1]。
- 深層学習（Deep Learning, DL）: 多層のニューラルネットワークを用いた機械学習手法。特にTransformerアーキテクチャは、大規模言語モデル（LLM）の基盤となり、近年のAIコード生成能力の向上に大きく貢献した[7]。
- 生成AI（Generative AI）: テキスト、画像、コードなどの新しいコンテンツを生成するAI。LLMはその代表例であり、AIDDの中核技術となっている[18]。
- コンピュータビジョン（Computer Vision, CV）: 画像や動画を認識・解釈する技術。手書きスケッチやユーザーインターフェース（UI）デザインからのコード生成などに利用される[6]。

これらの技術は組み合わせて利用されることが多い。例えば、AIコーディングアシスタントは、ユーザーのプロンプトを理解するためにNLPを、コードを生成するためにLLM（DLの一種）を使用する。

## 手法分類と代表的なツール
AI駆動開発のツールやサービスは、機能や提供形態によって以下のように分類できる。

### IDE統合型
統合開発環境（IDE）やテキストエディタにプラグインや拡張機能として統合され、リアルタイムで開発者を支援する。
- GitHub Copilot (GitHub / マイクロソフト): 最も広く普及しているAIペアプログラマの一つ。コード補完、生成、チャット機能などを提供[10]。
- Amazon CodeWhisperer (AWS): コード補完、セキュリティスキャン、AWSサービス連携などの機能を提供。生成コードの出典（OSSライセンス）表示機能を持つ[10][15]。
- Tabnine: AIコード補完ツールの草分け。プライバシー重視やチームごとのカスタマイズを特徴とする[23]。
- Google Gemini Code Assist (Google Cloud): Geminiモデルを活用したコード補完、生成、チャット機能などを提供[18]。
- JetBrains AI Assistant: JetBrains製IDEに統合されたAI支援機能。コード説明、テスト生成、コミットメッセージ生成などを支援[24]。
- Cursor (Anysphere): Visual Studio Code (VS Code) をフォークしたAIネイティブなコードエディタ。高度なコード編集、リファクタリング支援を提供[23]。
- Codeium / Windsurf: 無料利用可能なAIコード補完エンジンと、それを搭載したデスクトップIDE (Windsurf)[23]。2024年にはOpenAIによる買収交渉が報じられた[25]。

### 自律エージェント型
ユーザーの高レベルな指示に基づき、複数のタスクを自律的に実行するAIエージェント。
- Devin (Cognition Labs): 「世界初のAIソフトウェアエンジニア」を謳うエージェント。Slack経由で指示し、コーディング、デバッグ、デプロイなどを自律的に行うとされるが、性能については議論がある[26]。
- Cline: VS Code拡張として提供されるオープンソースの自律コーディングエージェント。プロジェクト全体の解析やターミナル操作が可能[27]。
- Roo Code: Clineをフォークしたオープンソースプロジェクト。複数のAIエージェントが協調して開発を進める[28]。

### SaaS型（クラウドサービス）
SaaSとして提供され、ブラウザ経由で利用できる開発プラットフォーム。
- v0 (Vercel): 自然言語プロンプトからReactコンポーネントやUIコードを生成する[29]。
- Bolt.new (StackBlitz): ブラウザ上で動作するフルスタック開発エージェント。対話的にWebアプリを構築・実行できる[30]。
- Lovable (Lovable Technologies): チャット形式で要件を伝えると、Webアプリケーション全体を構築するサービス[31]。AIノーコードツールとしても注目されている。
- Replit Ghostwriter: オンラインIDEであるReplitに統合されたAIアシスタント機能。

### CLI / API型
コマンドラインインターフェース（CLI）やAPIを通じてAIモデルを利用する。
- OpenAI Codex / GPTシリーズ: API経由で利用可能な強力なコード生成モデル。多くのAIDDツールの基盤となっている[16]。
- Anthropic Claudeシリーズ: 特に長いコンテキスト長を扱える点が特徴で、大規模コードベースの解析や編集に適しているとされる[32]。
- Claude Code (Anthropic): ターミナル上で動作する開発エージェント。コード編集、テスト実行、Git操作などをコマンドラインから実行できる[33]。
- Sourcegraph Cody: 大規模コードベースに対するセマンティック検索とAI支援（コード生成、説明、リファクタリング）を組み合わせたツール。

## SDLC各フェーズへの適用
AI駆動開発は、ソフトウェア開発ライフサイクル（SDLC）の様々なフェーズで活用されている。

### 要求工学
- 要求抽出・分析: 会議議事録やユーザーフィードバックなどの非構造化データから要求を抽出・分類し、曖昧さや矛盾を検出する[34]。
- 要求管理: 要求のトレーサビリティ確保、ユーザーストーリー生成、形式変換などを支援する[34]。
- ツール例: Copilot4DevOps (Modern Requirements)[34], aqua[35], IBM Engineering Requirements Management[35], Visure Requirements[36]。

### 設計とアーキテクチャ
- モデリング支援: 要求仕様からUML図などのシステムモデルを生成する[9]。
- UI/UX生成: テキストプロンプトやスケッチからUIデザインやプロトタイプを生成する[6][22]。
- デザインパターン提案: コード分析に基づき、適切なデザインパターンを提案する[9]。

### コーディングと実装
- コード生成・補完: 自然言語プロンプトや既存コードの文脈からコードスニペットや関数全体を生成・補完する[8]。
- コードリファクタリング: コードの可読性や保守性を向上させるためのリファクタリング案を提案・実行する[9]。
- ドキュメント生成: コードコメントやAPIドキュメントを自動生成する[8]。

### テストと品質保証
- テストケース自動生成: 要求仕様やコード分析に基づき、テストケースやテストスクリプトを自動生成する[4][34]。
- 欠陥予測: 過去のデータからバグが発生しやすい箇所を予測する[9]。
- テスト自動修復（Auto-healing）: UI変更などに伴うテストスクリプトの破損を自動的に修正する[37]。
- ツール例: Mabl[37], Momentic[38], Katalon[39], Tricentis[39]。

### デプロイメントとメンテナンス
- 予測メンテナンス: 運用データ分析に基づき、システム障害を予測する[9]。
- 自動監視・アラート: アプリケーションの異常を検出し、インテリジェントなアラートを発行する[9]。
- 根本原因分析: ログやメトリクス分析により、障害原因の特定を支援する[40]。

### プロジェクト管理
- 見積もり支援: 過去データ分析に基づき、工数やコストの見積もり精度を向上させる[41]。
- 計画・リスク分析: ロードマップ作成支援、リスク予測、ボトルネック特定などを行う[1][6]。
- タスク管理支援: 大規模タスクの分解や議事録からのタスク生成などを自動化する[22]。

## 研究動向
AI駆動開発は学術研究においても活発な分野である。
- 性能評価とベンチマーク: HumanEval[42]やCode Contest[19]のようなベンチマークを用いて、コード生成モデルの能力評価が行われている。ただし、実世界の複雑なタスクにおける性能評価は依然として課題である[43]。
- コード品質とセキュリティ: AIが生成したコードに含まれる脆弱性やバグに関する研究が多数行われている。例えば、GitHub Copilotの初期バージョンでは生成コードの約40%に脆弱性が含まれていたとの報告がある[16]。生成コードの品質検証やテスト手法の確立が重要な研究テーマとなっている。
- 人間とAIの協働: 開発者がAIツールをどのように利用し、提案を受け入れるか、その際の認知プロセスや最適なインタラクション設計に関する研究が進められている[44]。
- ソフトウェア工学特化モデル: 汎用LLMだけでなく、ソフトウェア工学タスクに特化したモデルアーキテクチャや学習手法の開発が求められている[45]。
- 標準化と再現性: 評価手法や報告の標準化、再現性の確保が今後の課題として認識されている[9]。

## 社会的・産業的インパクト

### 利点
- 生産性の向上: 開発サイクルの短縮、反復作業の自動化により、開発者の生産性が大幅に向上する可能性がある[46]。GitHub Copilot利用者はタスク完了速度が平均55%向上したとの調査もある[47]。
- 品質向上: コーディング標準への準拠支援、エラー削減、テストカバレッジ向上などを通じて、ソフトウェアの品質と信頼性が向上する可能性がある[8]。
- コスト削減と市場投入時間短縮: 開発効率化により、開発コスト削減と製品の市場投入までの時間短縮が期待される[6][1]。
- 開発者体験の向上: 退屈な作業の削減により、開発者はより創造的で戦略的な業務に集中でき、燃え尽きのリスク軽減やエンゲージメント向上が期待される[8]。GitHubの調査ではCopilotユーザーの約73%が「集中力を維持できるようになった」、87%が「精神的労力が減った」と回答している[48]。AIは学習ツールとしても機能する[41]。

### 課題とリスク
- 品質と信頼性: AIが生成したコードにバグや脆弱性が含まれるリスクがあり、人間によるレビューとテストが不可欠である[9][46]。AIモデルの幻覚（不正確な出力）も問題となる[45]。
- セキュリティとプライバシー: 機密性の高いコードやデータをAIサービスに入力することへの懸念や、AIシステム自体への攻撃リスクがある[46][49]。
- 知的財産権: AIが学習データ（特にOSS）のコードを再利用する場合の著作権やライセンス遵守が大きな課題となっている[9]。GitHub Copilotに対しては、著作権侵害を主張する集団訴訟も提起された[50]。
- 倫理的問題: 訓練データに由来するアルゴリズムバイアス、AIの意思決定における透明性と説明責任の欠如、雇用への影響（技術的失業）などが懸念される[9]。
- 過度の依存とスキル低下: AIへの過信や依存が、人間による検証の怠慢や、若手開発者のスキル習得機会の喪失につながる可能性がある[49]。
- 導入障壁: AIツールの導入コスト、既存システムとの統合の複雑さ、AIスキルを持つ人材の不足、文化的な抵抗などが導入の妨げとなる場合がある[9]。

### 雇用とスキルへの影響
AI駆動開発がプログラマの仕事を奪うかについては様々な見解があるが、現時点では「AIが完全に代替する」という見方は少数派である。むしろ、AIを使いこなすスキルを持つ開発者の需要が高まり、反復的な作業から解放された開発者はより高度な設計や問題解決に集中するようになると考えられている。プロンプトエンジニアリングのような新しいスキルが重要性を増している。ただし、将来的には特定の定型的な開発タスクが自動化され、雇用構造に変化が生じる可能性は否定できない。

## 将来展望
AI駆動開発は今後も進化を続けると予想される。
- 自律型AIエージェントの発展: より高度な自律性を持つAIエージェントが登場し、開発プロセスにおける自動化の範囲が拡大する可能性がある[52][49]。
- AIネイティブ開発: ソフトウェアの設計段階からAIの能力を前提とし、AIを中心に据えた開発アプローチが普及する可能性がある[53]。
- 人間とAIの共生の深化: ツールとしての利用を超え、人間とAIがより密接に協働する開発スタイルが主流となる可能性がある[44]。
- 開発ライフサイクル全体への統合深化: コーディングだけでなく、要求分析、設計、テスト、運用保守、プロジェクト管理など、SDLCのあらゆる側面へのAI適用が進むと考えられる。

AI駆動開発は、ソフトウェア開発の効率と品質を向上させる大きな可能性を秘めているが、その恩恵を最大限に引き出すためには、技術的・倫理的・法的な課題に継続的に取り組み、人間とAIの適切な役割分担と協働モデルを確立していく必要がある。